# یواس‌اس کنوتیا (ای‌ان-۴۷)
یواس‌اس کنوتیا (ای‌ان-۴۷) (به انگلیسی: USS Canotia (AN-47)) یک کشتی بود که طول آن ۱۹۴ فوت ۷ اینچ (۵۹٫۳۱ متر) بود. این کشتی در سال ۱۹۴۴ ساخته شد.